# لنا لواستارینن
لنا استل لواستارینن (۱۵ مه ۱۹۴۹–۲۸ ژوئیه ۲۰۱۳) نقاش فنلاندی بود. او که بیش از چهل سال به عنوان یک هنرمند کار می‌کرد، به دلیل آثار رنگارنگ و مرموز خود شناخته شده بود. بسیاری از نقاشی‌های او شامل گربه‌سانان، اکراس، گل‌ها و ابوالهول بودند.
لواستارینن در طول زندگی خود جوایز و جوایز مختلفی از جمله نشان شیر فنلاند در سال ۱۹۹۵ دریافت.